# هيريبيرتو هيريرا
هيريبيرتو هيريرا اوديزار (بالإسبانية: Heriberto Herrera)‏ لاعب كرة قدم ومدرب باراغواياني وأسباني فيما بعد، ولد في 24 أبريل 1926 في غوارامباري وتوفي يوم 26 يوليو 1996 في أسونسيون، لعب للمنتخبين في مناسبات قليلة ولكنه حقق خلالها كأس أمريكا الجنوبية 1953 واختير خلالها كأفضل لاعب في تلك الدورة. كما لعب في كل من ناسيونال أسونسيون وأتليتيكو مدريد.
و بعد اعتزاله درب عدة اندية في إسبانيا وإيطاليا من ابرزها: إنتر ميلان واليوفنتوس ونادي فالنسيا.

## روابط خارجية
- هيريبيرتو هيريرا على موقع الاتحاد الدولي (مؤرشف)  (الإنجليزية)
- هيريبيرتو هيريرا على موقع قاعدة بيانات كرة القدم.إي يو (الإنجليزية)
- هيريبيرتو هيريرا على موقع عالم كرة القدم.نت (الإنجليزية)